# ساكي ملتحي أحمر الظهر
ساكي ملتحي أحمر الظهر أو الشيربوط أحمر الظهر (الاسم العلمي: Chiropotes chiropotes) (بالإنجليزية: Red-backed Bearded Saki)‏ هو نوع من الحيوانات يتبع جنس الساكي الملتحي من فصيلة السعادين الساكية.